# The Broadcast
The Broadcast is een radioprogramma dat al sinds 1951 wordt uitgezonden op CBC Radio One vanuit de Oost-Canadese stad St. John's. Het is een interviewprogramma dat focust op verhalen van mensen in Newfoundland en Labrador met betrekking tot de voor die provincie erg belangrijke visserijsector, evenals andere aan de oceaan en scheepvaart gerelateerde thema's.
Historisch stond het bekend als The Fisherman's Broadcast en later als The Fisheries Broadcast. Het programma werd in de volksmond echter steeds kortweg The Broadcast genoemd, wat ook de officiële naam is sinds 31 augustus 2015. Anno 2024 wordt het gehost door Paula Gale.
Het wordt iedere weekdag uitgezonden op alle CBC Radio One-zenders in de provincie Newfoundland en Labrador van 18u00 tot 18u30 (17u30 tot 18u in de Labradortijdzone).
Op 5 maart 2021 vierde The Broadcast haar 70e verjaardag, waarmee het een van de langstlopende radioprogramma's in Noord-Amerika is.